# Хатнее
Хатнее (укр. Хатнє) — село,
Хатненский сельский совет,
Великобурлукский район,
Харьковская область, Украина.
Код КОАТУУ — 6321485101. Население по переписи 2001 г. составляет 733 (333/400 м/ж) человека.
Является административным центром Хатненского сельского совета, в который, кроме того, входит посёлок
Красноярское.

## Географическое положение
Село Хатнее находится недалеко от истоков реки Верхняя Двуречная.
Возле села большой лесной массив лес Великий (дуб, осина).
В селе несколько запруд.

## История
- 1698 — дата основания[1].

До того на месте села было урочище "Хатные буераки", которое было в 1689 году приобретено Константином Григорьевичем Донец-Захаржевским. 
Новопоселенцы, которые стали на той земле селиться, попали в зависимость к Донцу-Захаржевскому. Это были переселенцы, украинские крестьяне, которые бежали из Правобережной Украины из-под гнета польской шляхты. 
Константин Григорьевич хатнянские земли передал в качестве приданого дочери Евдокии, которая вышла замуж за майора Николая Григорьевича Зарудного. По завещанию Евдокии Константиновны Зарудной в 1748 году Хатнее переходит к ее сыну Ивану Николаевичу Зарудному. Он построил в Хатнем каменную церковь. Строительство длилось почти 10 лет. Освящение храма состоялось в 1799 году.

## Экономика
- В селе есть одно ЧП - магазин.

## Объекты социальной сферы
- Школа.
- Медпункт
- Дом культуры